# Gare d'Ōmi-Imazu
La gare d'Ōmi-Imazu (近江今津駅, Ōmi-Imazu-eki) est une gare ferroviaire située dans la ville de Takashima, dans la préfecture de Shiga au Japon. Elle est exploitée par la West Japan Railway Company (JR West).

## Situation ferroviaire
La gare d'Ōmi-Imazu est située au point kilométrique (PK) 53,2 de la ligne Kosei.

## Histoire
La gare a été inaugurée le 20 juillet 1974.

## Service des voyageurs

### Accueil
La gare est située sous les voies qui sont surélevées, ouvert tous les jours.

### Desserte
- Ligne Kosei :
  - voies 1 et 2 : direction Ōmi-Shiotsu et Tsuruga
  - voies 3 et 4 : direction Katata, Kyoto et Osaka